# Harmony (mòdul de l'ISS)

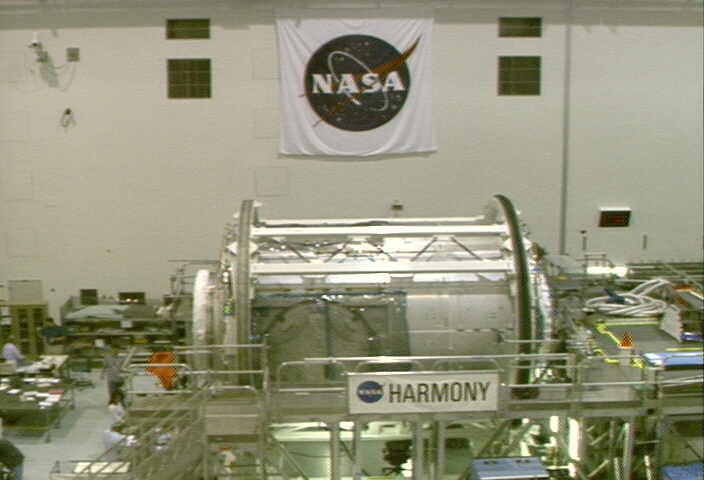
El Harmony a la Space Station Processing Facility, esperant per al seu llançament. (NASA).

L'Harmony (anteriorment conegut com a Node 2) és el "centre públic" de l'Estació Espacial Internacional (EEI), contenint quatre prestatges que proporcionen subministrament elèctric i dades, i funciona com una central connectant punts per a diferents components a través dels seus sis Mecanismes d'atracada comú (CBMS). Un cop aquest instal·lat l'Harmony, la NASA va declarar com finalitzat el "nucli americà" de l'estació.

## Nom

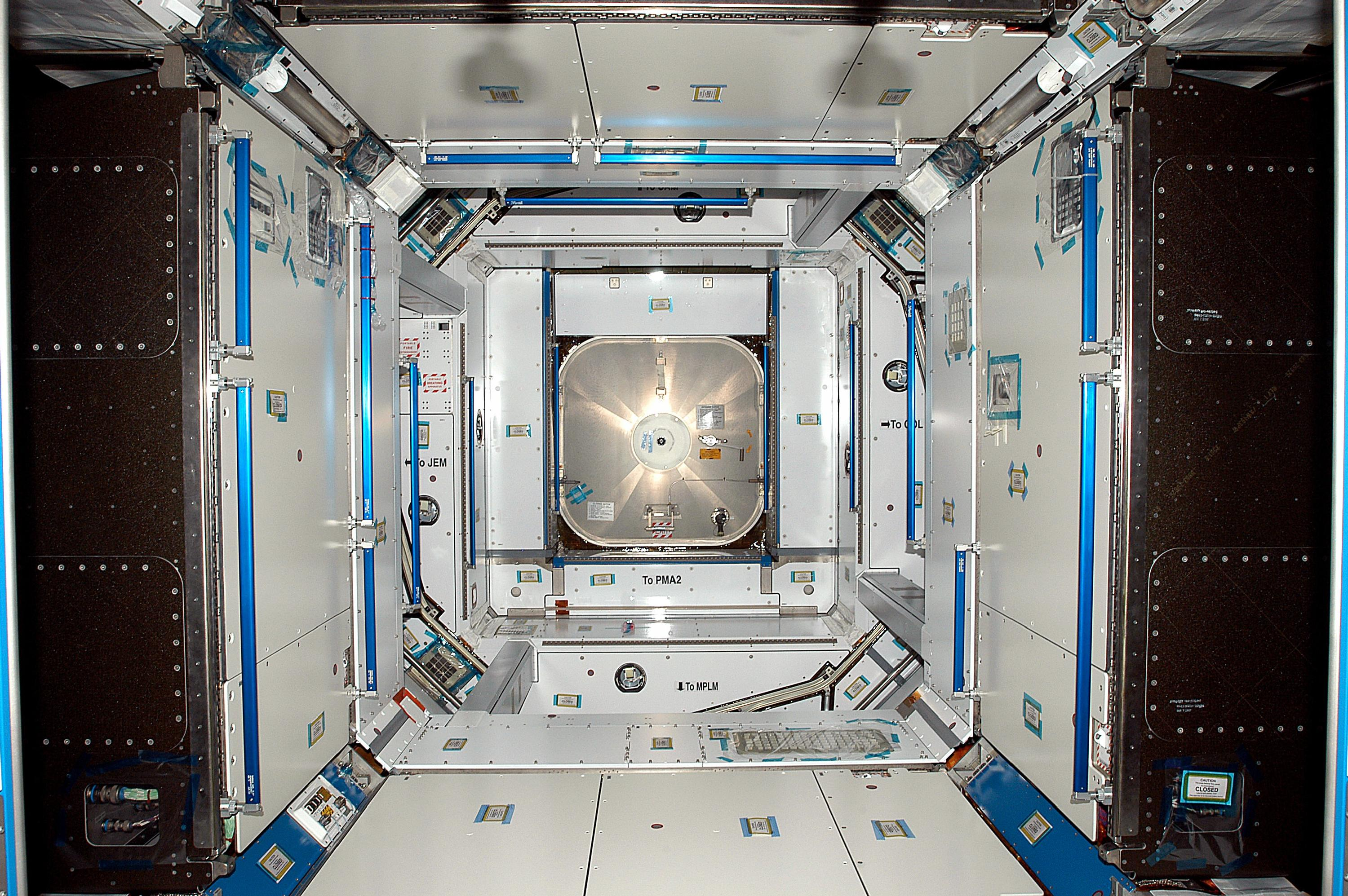
Interior del Harmony.

El Node 2 passà a ser anomenat Harmony el març de 2007. Aquest nom va ser seleccionat en una competició acadèmica en què van participar més de 2.200 estudiants de 32 estats, amb edats compreses entre nivells des de parvulari fins a secundària. El Desafiament Node 2 necessitava que els estudiants aprenguessin sobre l'estació espacial, que construïssin un model a escala i que escrivissin una redacció explicant el nom que havien proposat per al mòdul, que servirà com a connexió central per als laboratoris científics.

## Especificacions

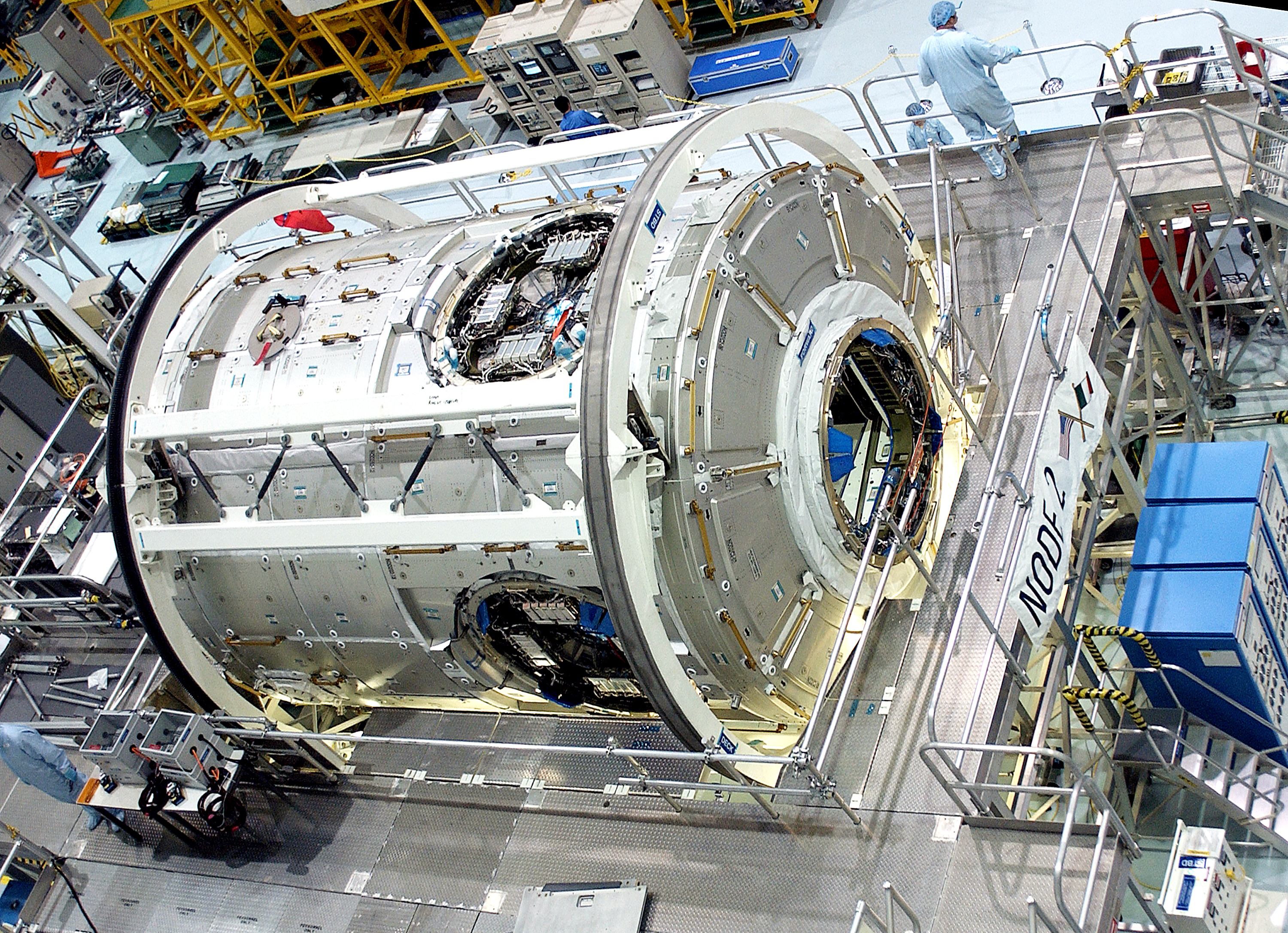
Acoblament del Harmony. (NASA).

Pesant uns 13.000 quilograms, l'Harmony és el segon de tres connectors entre els mòduls principals de la EEI. El disseny està basat en els mòduls logístics multipropòsit existents, i el mòdul Columbus de l'Agència Espacial Europea. L'Harmony està administrat pel Marshall Space Flight Center de la NASA a Huntsville, Alabama. El seu desplegament estendrà l'estació espacial, i permetrà créixer des de la mida d'una casa de tres dormitoris fins a l'equivalent espacial d'una típica casa de cinc dormitoris, quan s'acoblin els laboratoris, tant el japonès Kibo com l'europeu mòdul Columbus. El braç robòtic de l'estació espacial, Canadarm 2, pot operar des d'un gafet motoritzat a l'exterior de l'Harmony. Les mesures del node són 7,2 metres de longitud, i un diàmetre de 4,4 metres.

## Contracte
En un acord entre la NASA i l'Agència Espacial Europea, la companyia italiana Alcatel Alenia Space, amb seu a Roma, va construir l'Harmony a les seves fàbriques de Torí (Itàlia). L'Harmony va arribar l'1 de juny de 2003 al Kennedy Space Center, Florida després d'un vol en un avió de càrrega pesant Airbus Beluga. Després d'una inspecció de transport posterior, l'Agència Espacial Italiana va lliurar formalment l'Harmony a l'Agència Espacial Europea (ESA). A partir d'aquest moment, l'ESA va transferir els drets de l' Harmony a la NASA el 18 de juny de 2003. Això va succeir a la Space Station Processing Facility del centre espacial Kennedy amb el lliurament de l'Harmony es va completar un element principal d'acord d'intercanvi entre l'ESA i la NASA, signat a Torí el 8 d'octubre de 1997.
Paolo A. Nespoli, un astronauta de l'ESA nascut a Milà, (Itàlia), acompanyà el mòdul Harmony bord de la STS-120 com a especialista de la missió.

## Llançament
L'Harmony va ser llançat el 23 d'octubre de 2007 bord de la STS-120, com principal component de la missió d'acoblament ISS-10A. El  SSRMS traurà l'Harmony de la bodega del transbordador i acoblar temporalment al port d'atracada del Unity. Després que el transbordador espacial parteixi, tres sortides  EVAs pels tripulants de l'estació ho recol·loquessin al port davanter del Destiny. Abans de l'arribada de l'Expedició 16 l'Adaptador d'Acoblament pressuritzat (PMA-2) ocupa l'amarrador davanter del Destiny.

## Mòduls d'unió
Després d'arribar a l'estació, l'Harmony serà connectat a l'escotilla davantera del Destiny. Després, el laboratori mòdul Columbus de l'ESA serà acoblat a l'escotilla d'estribord del mòdul Harmony. I després, el laboratori japonès Kibo s'unirà a l'escotilla del port de l'Harmony. Els mòduls logístics multipropòsit també s'acoblaran al port nadir de l'Harmony quan es desenvolupi la missió.

## Galeria

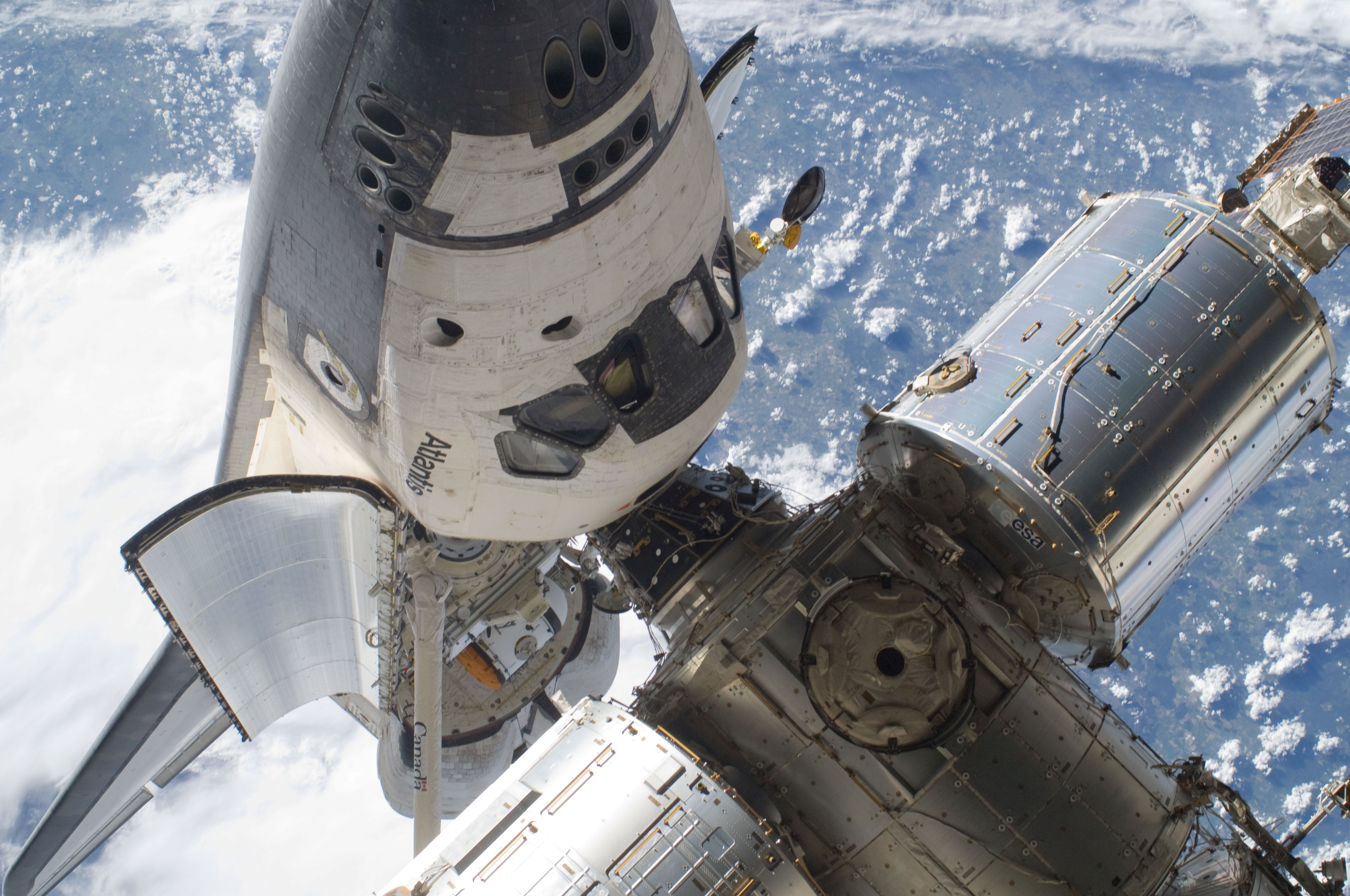
Space Shuttle atracat a PMA-2
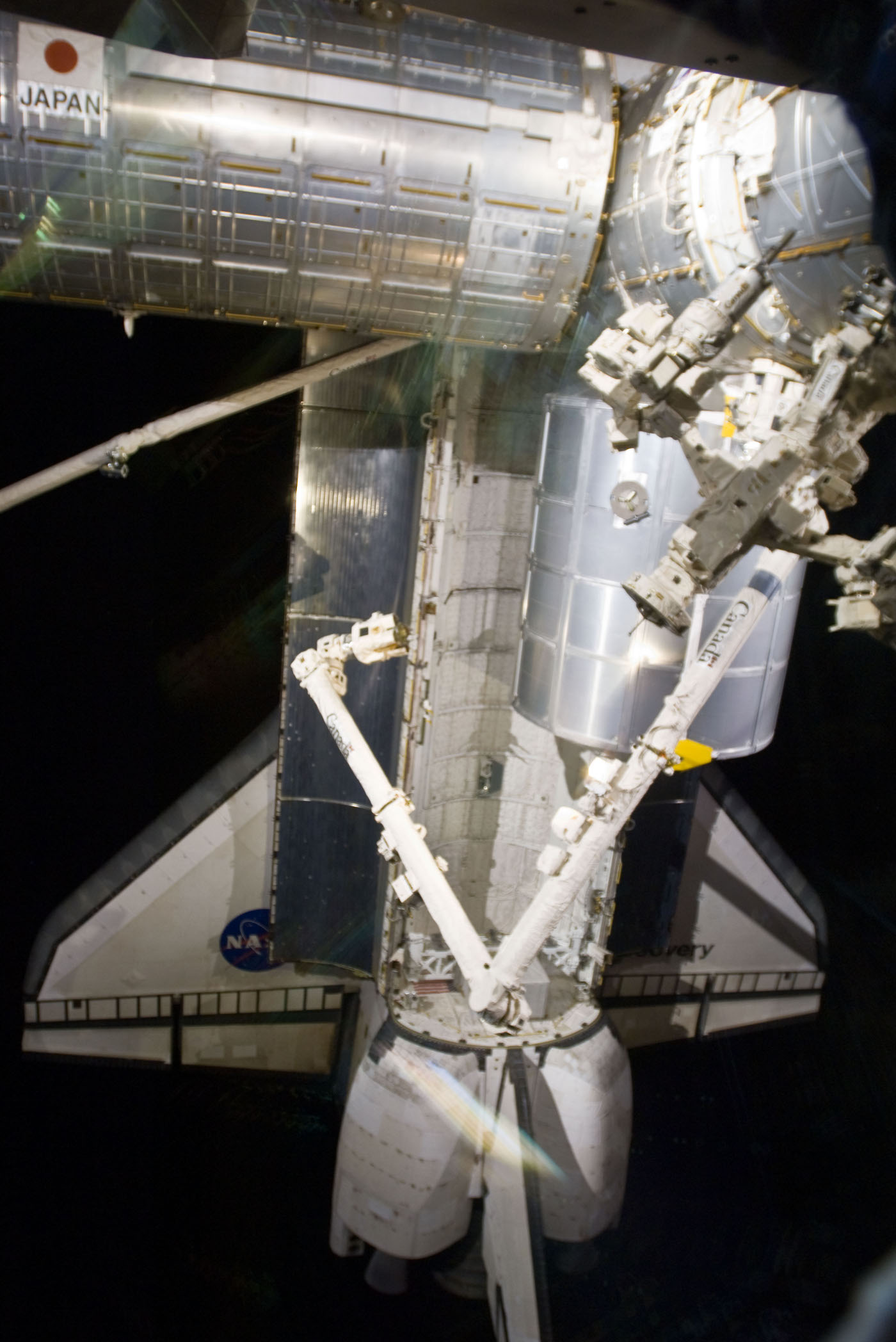
MPLM atracat al Node 2 en posició nadir
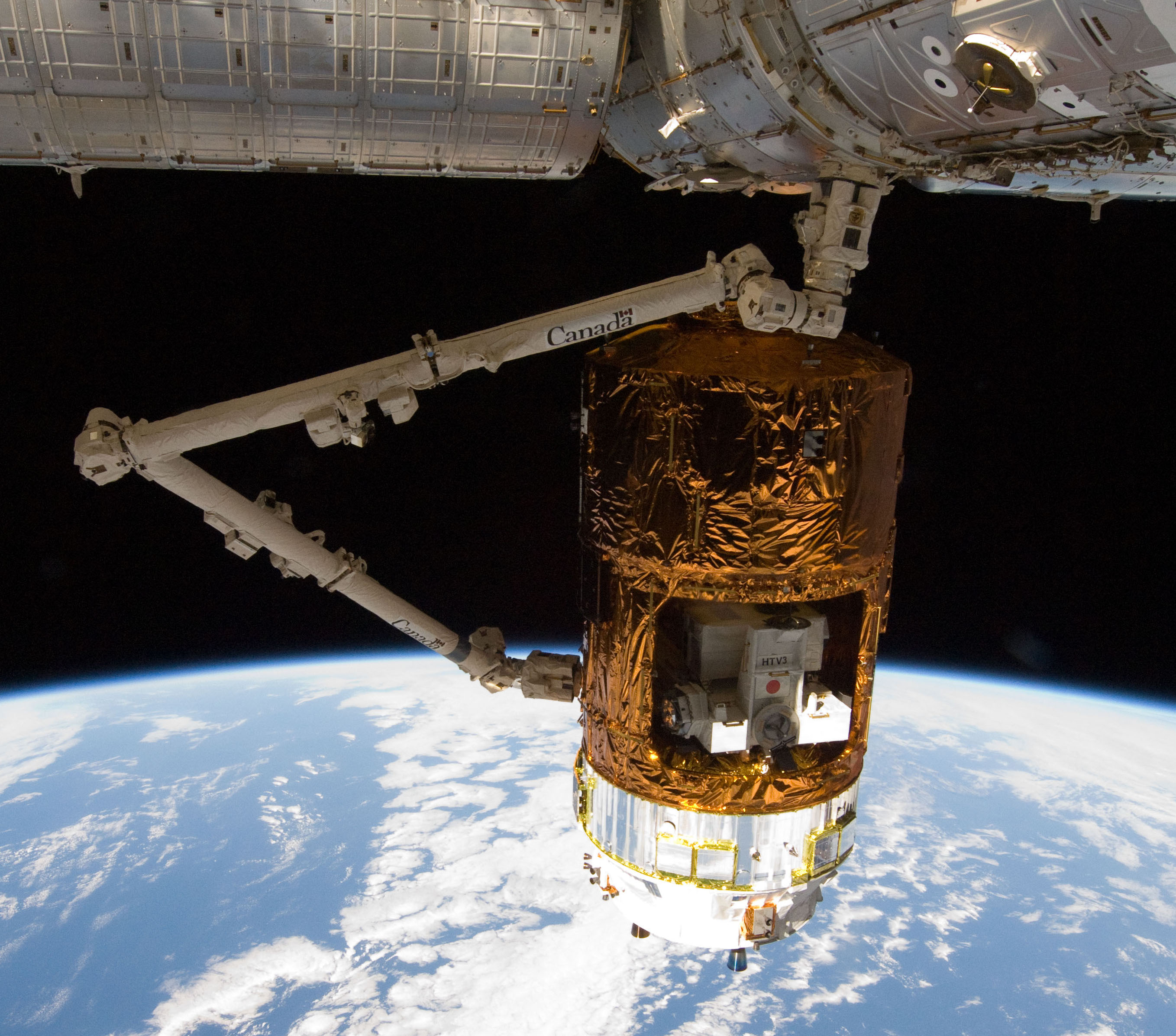
HTV essent atracat al Node 2 en posició nadir
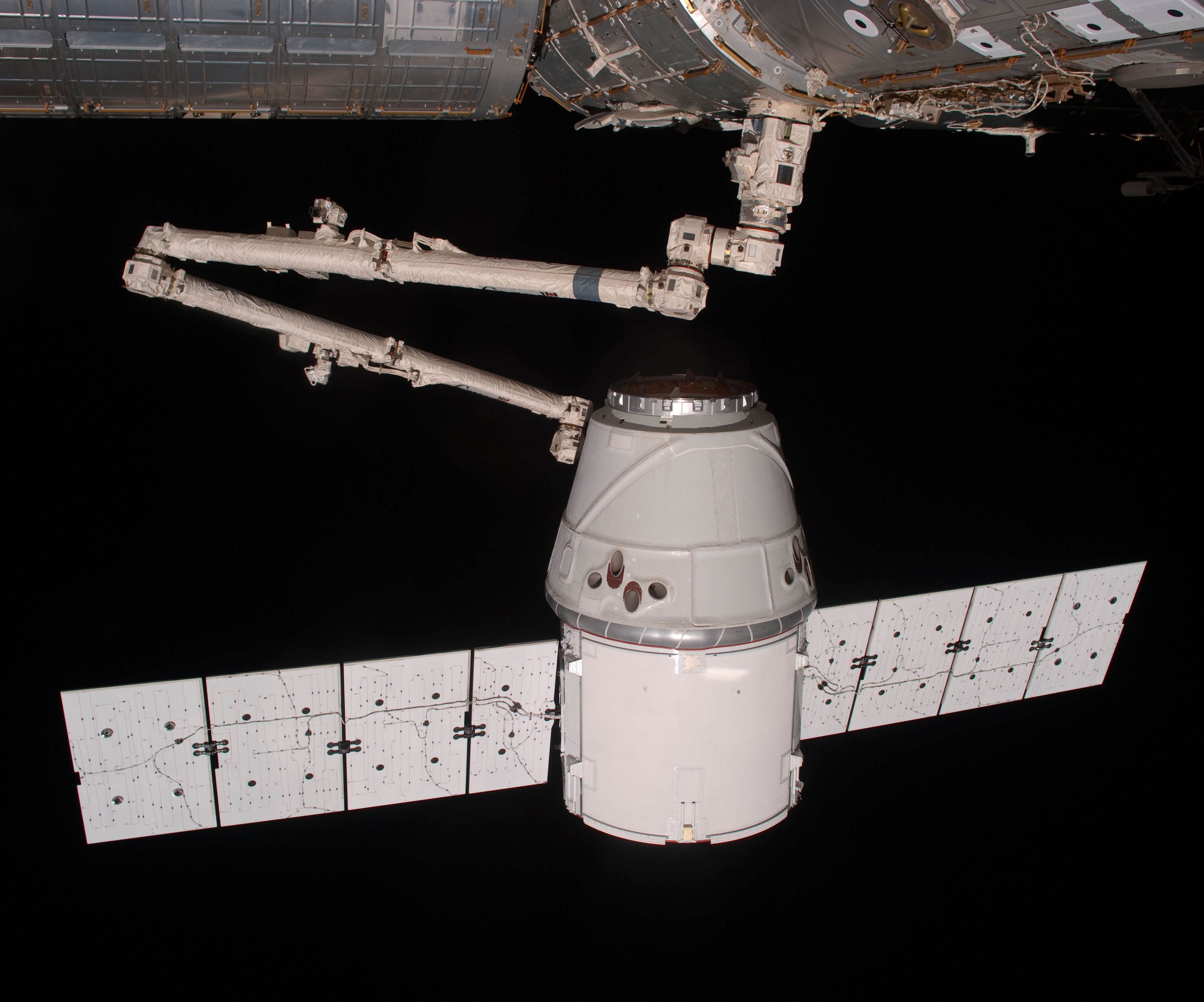
Dragon essent atracat al Node 2 en posició nadir